# Alvania pseudosyngenes
Alvania pseudosyngenes är en snäckart som beskrevs av Waren 1973. Alvania pseudosyngenes ingår i släktet Alvania och familjen Rissoidae. Inga underarter finns listade i Catalogue of Life.